# Hirfanlı-Talsperre
Die Hirfanlı-Talsperre (türkisch Hirfanlı Barajı) ist befindet sich im Zentrum der kleinasiatischen Halbinsel und staut den Kızılırmak zum 263 km² großen Hirfanlı-Stausee.
Der Stausee bildet über weite Strecken die Grenze zwischen den Provinzen Kırşehir und Ankara. Der in den Jahren 1953–1959 errichtete 78 m hohe Steinschüttdamm staut den größten Stausee Zentralanatoliens auf, der bis zur Fertigstellung der Keban-Talsperre der größte Stausee der Türkei war.
Die Talsperre wurde zur Hochwasserregulierung und Stromerzeugung errichtet. Sie dient auch zu Bewässerungszwecken, dem Badetourismus und dem Ausflugsverkehr. Weiter wird Fischerei betrieben, deren Erzeugnisse bis nach Ankara verkauft werden.
Das Wasserkraftwerk besitzt eine installierte Leistung von 128 MW. Das Regelarbeitsvermögen beträgt 400 GWh im Jahr.